# Cyathea affinis
Cyathea affinis là một loài thực vật có mạch trong họ Cyatheaceae. Loài này được (G. Forst.) Sw. mô tả khoa học đầu tiên năm 1801.